# Saint Vincent och Grenadinerna i olympiska sommarspelen 2020
Saint Vincent och Grenadinerna deltog med en trupp på tre idrottare vid de olympiska sommarspelen 2020 i Tokyo som hölls mellan den 23 juli och 8 augusti 2021 efter att ha blivit framflyttad ett år på grund av coronaviruspandemin. Det var nionde raka sommar-OS som Saint Vincent och Grenadinerna deltog vid. Ingen av landets deltagare erövrade någon medalj.

## Friidrott
Förkortningar
- Notera– Placeringar avser endast det specifika heatet.
- Q = Tog sig vidare till nästa omgång
- q = Tog sig vidare till nästa omgång som den snabbaste förloraren eller, i teknikgrenarna, genom placering utan att nå kvalgränsen
- i.u. = Omgången fanns inte i grenen
- Bye = Idrottaren behövde inte tävla i omgången

Gång- och löpgrenar
| Idrottare        | Gren           | Heat     | Heat      | Semifinal        | Semifinal        | Final            | Final            |
| Idrottare        | Gren           | Resultat | Placering | Resultat         | Placering        | Resultat         | Placering        |
| ---------------- | -------------- | -------- | --------- | ---------------- | ---------------- | ---------------- | ---------------- |
| Shafiqua Maloney | Damernas 800 m | 2.07,89  | 7         | Gick inte vidare | Gick inte vidare | Gick inte vidare | Gick inte vidare |

## Simning
| Idrottare      | Gren                  | Heat  | Heat      | Semifinal        | Semifinal        | Final            | Final            |
| Idrottare      | Gren                  | Tid   | Placering | Tid              | Placering        | Tid              | Placering        |
| -------------- | --------------------- | ----- | --------- | ---------------- | ---------------- | ---------------- | ---------------- |
| Shane Cadogan  | Herrarnas 50 m frisim | 24,71 | 49        | Gick inte vidare | Gick inte vidare | Gick inte vidare | Gick inte vidare |
| Mya de Freitas | Damernas 50 m frisim  | 28,57 | 59        | Gick inte vidare | Gick inte vidare | Gick inte vidare | Gick inte vidare |